# Zibilich

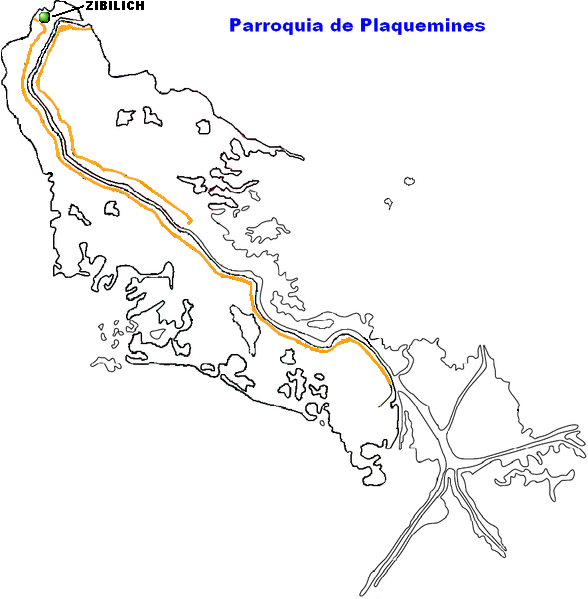
Localización de Zibilich en el mapa de la Parroquia de Plaquemines.

Zibilich es una pequeña localidad ubicada sobre el delta del Misisipi, dentro de la parroquia de Plaquemines, en el estado de Luisiana, Estados Unidos.

## Geografía
El establecimiento de Zibilich tiene escasos metros de elevación sobre el nivel del mar, convirtiéndola una zona proclive a las inundaciones. Su población se compone de menos de una docena de habitantes. La particularidad de esta comunidad es que fue fundada por una pequeña cantidad de personas provenientes de Serbia, aunque ahora se encuentra casi deshabitada. Esta localidad se encuentra ubicada a menos de quinientos kilómetros del aeropuerto internacional más cercano, el (IAH) Houston George Bush Intercontinental Airport.
- Datos: Q6171366